# 20055 Mariaespinola
20055 Mariaespinola este o planetă minoră (asteroid) din centura de asteroizi. A fost descoperită pe 19 martie 1993 la Observatorul La Silla de Uppsala–ESO Survey of Asteroids and Comets⁠(d). 
Obiectul prezintă o orbită caracterizată de o semiaxă mare de 2,7087125 UAi, o excentricitate de 0,09, o înclinație de 2,32949 ° în raport cu ecliptica.